# KaiOS

KaiOS는 키패드 피처폰을 위한 모바일 리눅스 배포판이다. 중국의 다국적 기업 TCL이 최대 주주인 홍콩의 KaiOS 테크놀로지스(홍콩) 리미티드가 개발하였다. KaiOS는 저전력 하드웨어를 갖추고 소비전력이 적은 피처폰에서 구동된다.(그러므로 더 긴 배터리 수명을 제공한다) KaiOS는 4G, LTE E, VoLTE, GPS, 와이파이와 같은 현대의 연결 기술들을 지원한다. KaiOS는 HTML5 기반 앱들을 실행한다. KaiOS는 오버 디 에어 프로그래밍(OTA)을 지원하고 전용 앱 마켓플레이스 KaiStore를 보유하고 있다.
페이스북과 유튜브를 포함한 일부 애플리케이션들이 선적재되어 있다. 2020년 4월 1일 기준으로, KaiStore에 500개 이상의 앱들이 있다. 모바일 운영 체제는 하드웨어 리소스 사용상 상대적으로 가벼운 편이며 256 메가바이트(MB)의 메모리만으로도 장치를 구동할 수 있다.